# トルベジュ川の戦い (1096年)
トルベジュ川の戦い（ロシア語: Битва на реке Трубеже）は、1096年にトルベジュ川河畔において、キエフ・ルーシの諸公とポロヴェツ族との間で行われた戦闘である。この戦いは1068年にルーシ諸公が敗れたアリタ川の戦いから数えて28年目の出来事であり、ルーシ諸公がポロヴェツ族との戦争(ru)において勝利した最初の戦闘である。このときのキエフ大公はスヴャトポルクであった。

## 歴史

### 前史
トルベジュ川の戦いでルーシ諸公軍を率いるキエフ大公スヴャトポルクとペレヤスラヴリ公（当時チェルニゴフ公）ウラジーミルは、1093年のストゥグナ川の戦い(ru)、またジェラニ川の戦いにおいて、共にポロヴェツ族に敗北していた。1094年、スヴャトポルクはポロヴェツ族のトゥゴルカンの娘を妻に迎え、和平条約を結んだ。さらに1094年には、ウラジーミルはチェルニゴフにおいて、トムタラカニ公オレグと、それに援軍として参戦したポロヴェツ族との軍勢に包囲され、チェルニゴフの譲渡とペレヤスラヴリへの撤退を余儀なくされていた。1095年、ウラジーミルはペレヤスラヴリにおいて、イトラリとキタンの2人のポロヴェツ族の長を殺害したが、1096年にはポロヴェツ族のボニャークが、キエフ近郊のベレストヴォにあったキエフ大公の離宮を焼失させた。また、ポロヴェツ族のクリャがペレヤスラヴリ領を襲い、同年5月24日にウスチエを焼き払った。

### 戦闘
1096年5月30日、ポロヴェツ族のトゥゴルカンがペレヤスラヴリを包囲した。スヴャトポルクとウラジーミルは、ドニエプル川右岸のザルブへ軍を進め、7月19日にドニエプル川を渡った。ポロヴェツ軍はトルベジュ川右岸（東側）に布陣していた。ルーシ軍は統率がとれておらず、指示を無視して突撃したが、結果的にはポロヴェツ軍に勝利した。戦闘の中でトゥゴルカンをはじめ多くのポロヴェツ族が戦死した。なお、早くも7月20日にはボニャーク率いるポロヴェツ軍がキエフに至り、キエフ・ペチェールシク大修道院を破壊している。

### その後
1097年、リューベチで開催されたリューベチ諸公会議において、諸公の紛争の火種となっていた領土の分配が行われるとともに、ポロヴェツ族に対して協調してあたることが確認された。1103年、スヴャトポルク、ウラジーミルらのルーシ連合軍は、ステニ川の戦いにおいて、再びポロヴェツ族を破った。